# Maguindanao

Lage der Provinz Maguindanao (vor 2006)

Maguindanao war eine Provinz der Philippinen, die sich in der Zentralregion der Insel Mindanao befand. Die Provinz gehörte politisch zur Autonomen Region Bangsamoro (BARMM). 2022 wurde sie geteilt in die Provinzen Maguindanao del Norte und Maguindanao del Sur.
Die Hauptstädte waren Buluan (exekutive) und Sultan Kudarat (legislative).

## Geographie
Maguindanao grenzte im Norden an Cotabato und im Süden an Sultan Kudarat. Im Westen trennte die Provinz Shariff Kabunsuan Maguindanao vom Zugang zum Golf von Moro.
Der östliche Teil der Provinz wird von den Ebenen von Cotabato eingenommen, die durch den Rio Grande de Mindanao, dem zweitgrößten Strom der Philippinen, und seinen Nebenflüssen durchzogen ist. Im Südosten der Provinz liegen die Ligawasan Flusslandschaften, eines der größten Feuchtgebiete der Philippinen. An der Grenze zur Nachbarprovinz Sultan Kudarat liegt der Buluan-See.
Bis in die südöstliche Region von Maguindanao reichen die Ausläufer des Daguma-Gebirges. Das Gebiet um die Mündung des Mindanao Rivers, wie der Rio Grande de Mindanao an seinem Unterlauf genannt wird, ist generell Flachland, das sich von der Großstadt Cotabato City bis zu seiner Nachbarprovinz Cotabato ausbreitet.

## Demographie und Sprache
Laut dem Zensus aus dem Jahr 2010 lebten in Maguindanao insgesamt 944.718 Menschen.
Die muslimisch orientierte Volksgruppe der Maguindanaon machte 60 % der Provinzbevölkerung aus. Die Einwohner von Cotabao City hingegen gehörten zu 60 % den christlichen Religionsgemeinschaften an. Weitere ethnische Gruppen und Gemeinschaften sind die Tituray, die T'boli und die Manobo.
Der verbreitetste Sprache war Maguindanao, daneben Cebuano.

## Wirtschaft
Die Maguindanao sind traditionell Reisbauern und leben hauptsächlich in den Flussebenen der Provinz. Neben dem Reis wird in der Region auch Weizen und Kokosnuss angebaut.
Der Mindanao River dient mit seinem breiten Flussdelta und seinen zahlreich angelegten Brackwasser-Teichen als Quelle für Trinkwasser und ist ein Ressort für zahlreiche Flussfischarten. Der Seefisch wird in der Bucht von Illana gefangen und auf den Märkten von Cotabato City vertrieben. Der Hafen von Polloc, 26 km nördlich der Stadt, ist zudem der wichtigste Hafen der Region.
Nahe der Küste sind neben den Fischern auch Händler anzutreffen. Diese vertreiben handwerklich gefertigte Produkte wie gewebte Malongs, ein traditionelles Kleid, sowie Matten und Körbe.

## Politik
Seit 2019 ist Mariam S. Mangudadatu Gouverneurin. Ihr Vorgänger ist Esmael Mangudadatu.
Im Zuge des Massakers in Maguindanao 2009 wurde der Notstand ausgerufen.

## Verwaltungsgliederung
Die Provinz Maguindanao war unterteilt in 36 Verwaltungsgemeinden.
Die Verwaltungsgemeinden waren wiederum in insgesamt 508 Baranggays (Ortsteile) untergliedert.
Die Provinz gliederte sich gemeinsam mit Cotabato City in zwei Kongress-Distrikte.

### Verwaltungsgemeinden
| - Ampatuan - Barira - Buldon - Buluan - Datu Abdullah Sangki - Datu Anggal Midtimbang - Datu Blah T. Sinsuat - Datu Hoffer Ampatuan - Datu Odin Sinsuat - Datu Paglas - Datu Piang - Datu Salibo | - Datu Saudi-Ampatuan - Datu Unsay - Gen. S. K. Pendatun - Guindulungan - Kabuntalan - Mamasapano - Mangudadatu - Matanog - Northern Kabuntalan - Pagagawan - Pagalungan - Paglat | - Pandag - Parang - Rajah Buayan - Shariff Aguak - Shariff Saydona Mustapha - South Upi - Sultan Kudarat - Sultan Mastura - Sultan sa Barongis - Talayan - Talitay - Upi |

## Klima
Die klimatischen Bedingungen sind durch mehr oder weniger starke Regenfälle charakterisiert, die das ganze Jahr hinweg auftreten können.
Im Vergleich zu anderen Provinzen des Landes hat Maguindanao die niedrigste Anzahl von bedeckten oder bewölkten Tagen.

## Geschichte
Händler aus den benachbarten Staaten von Malaysia tauschten bereits vor Jahrhunderten mit den Maguindanaos Waren aus und brachten Teile ihrer Kultur mit in die Region. Um 1460, so glaubt man, kam mit der Ankunft von Sharif Awliya der Islam nach Mindanao.
Shariff Mohammed Kabungsuwan aus Johore gründete Ende des 15. Jahrhunderts das Sultanat von Maguindanao. Von 1600 bis 1650 wuchs das Sultanat immer weiter, sowohl an Ausdehnung wie an Macht. Zu seiner Hochperiode bildete das Becken von Cotabato das Zentralland des Sultanats, doch sein Einfluss reichte von der Halbinsel von Zamboanga bis an die Bucht von Sarangani und nach Davao.
Die Spanier sandten bereits um 1596, zu Beginn ihrer Kolonialzeit, Expeditionen aus, um das Gebiet zu unterwerfen. doch schafften sie es bis Mitte des 19. Jahrhunderts nicht, die Region zu kontrollieren. 1851 eroberten spanische Streitkräfte den Hafen Polloc und errichteten dort bis 1854 einen Marinestützpunkt und eine Siedlung, das heutige Cotabato City. Bis 1861 folgten weitere Expeditionen der spanischen Eindringlinge, so dass der Sultan schließlich zur Kapitulation gezwungen wurde. Der Widerstand hielt in den höher gelegenen Regionen des Hinterlandes zwar an, doch die gut bewaffneten spanischen Soldaten festigten ihre Präsenz in der Region bis 1899. In diesem Jahr schafften es einheimische Verbände endlich die Stadt Cotabato einzunehmen, bevor die ersten amerikanischen Einheiten die Philippinen erreichten.
Während der amerikanischen Periode wurde Cotabato ein Bezirk der 1903 gebildeten großen Provinz von Moro. 1914 wurde sie dem Ministerium von Mindanao und Sulu zugeordnet.
Die ehemalige große Provinz Cotabato wurde im Jahre 1966 schließlich in Cotabato und South Cotabato aufgeteilt. 1973 trennte man die Provinz Cotabato wiederum in mehrere politische Verwaltungsgebiete und es entstanden die Provinzen North Cotabato, Maguindanao und Sultan Kudarat.
Maguindanao ist die einzige, mehrheitlich von Moslems bewohnte Provinz der vier aus dem alten Cotabato abstammenden Provinzen. 1989 entschieden sich die Einwohner bei einer Volksabstimmung für eine Zugehörigkeit zu dem neuen Bezirk Autonomous Region in Muslim Mindanao (ARMM). Lediglich die Bewohner der Stadt Cotabato City, die sich innerhalb des damaligen Provinzgebietes befand, sprachen sich gegen eine Zugehörigkeit zur ARMM aus und wurde stattdessen politisch dem Bezirk SOCCSKSARGEN zugeordnet. Trotz der Ablehnung einer Zugehörigkeit ist die Stadt heute der Sitz der Bezirksregierung der ARMM.
Am 31. Oktober 2006 haben sich die Wähler von 10 der 29 Gemeinden Maguindanaos für die Zugehörigkeit einer neu zu bildenden Provinz mit dem Namen Shariff Kabunsuan entschieden. Von den 500.000 registrierten Wählern favorisierten 285.372 die Einrichtung einer neuen Provinz, lediglich 8.802 stimmten dagegen. Diese Entscheidung wurde jedoch vom philippinischen Obersten Gerichtshof für ungültig erklärt.
Am 23. November 2009 kam es zu einem Massaker an Zivilisten, bei dem 57 Menschen ermordet wurden.
Seit 2019 ist die Provinz Teil der neuen Region Bangsamoro.

## Kulturelles Erbe
Die einheimische Volksgruppe der Maguindanaon und andere einheimische Gruppen besitzen eine bemerkenswerte und faszinierende Kultur, die sich um die Kulintang-Musik dreht, eine spezielle Gong-Musik, die ihre Wurzeln sowohl in muslimischen wie auch in nichtmuslimischen Bevölkerungsgruppen der Südphilippinen hat. Bei Kulintang ist in einem horizontal errichteten Brett ein Satz Gongs eingelassen, die dann mit zwei hölzernen Klöppeln bespielt werden.

## Sehenswürdigkeiten
- Der Rio Grande de Mindanao
- Die Tamontaka-Kirche
- Der P.C. Hill
- Der Timako Hill